# Festival Internacional de Cinema de Roterdão
O International Film Festival Rotterdam (IFFR) (Festival Internacional de Cinema de Roterdão) é um festival de cinema realizado anualmente em vários cinemas em Roterdão, Países Baixos, no final de janeiro. É um dos maiores festivais da Europa, sendo um dos cinco maiores festivais de filmes europeus, ao lado de Cannes, Veneza, Berlim, e de Locarno. O festival usa um tigre como seu mascote.

## Festival

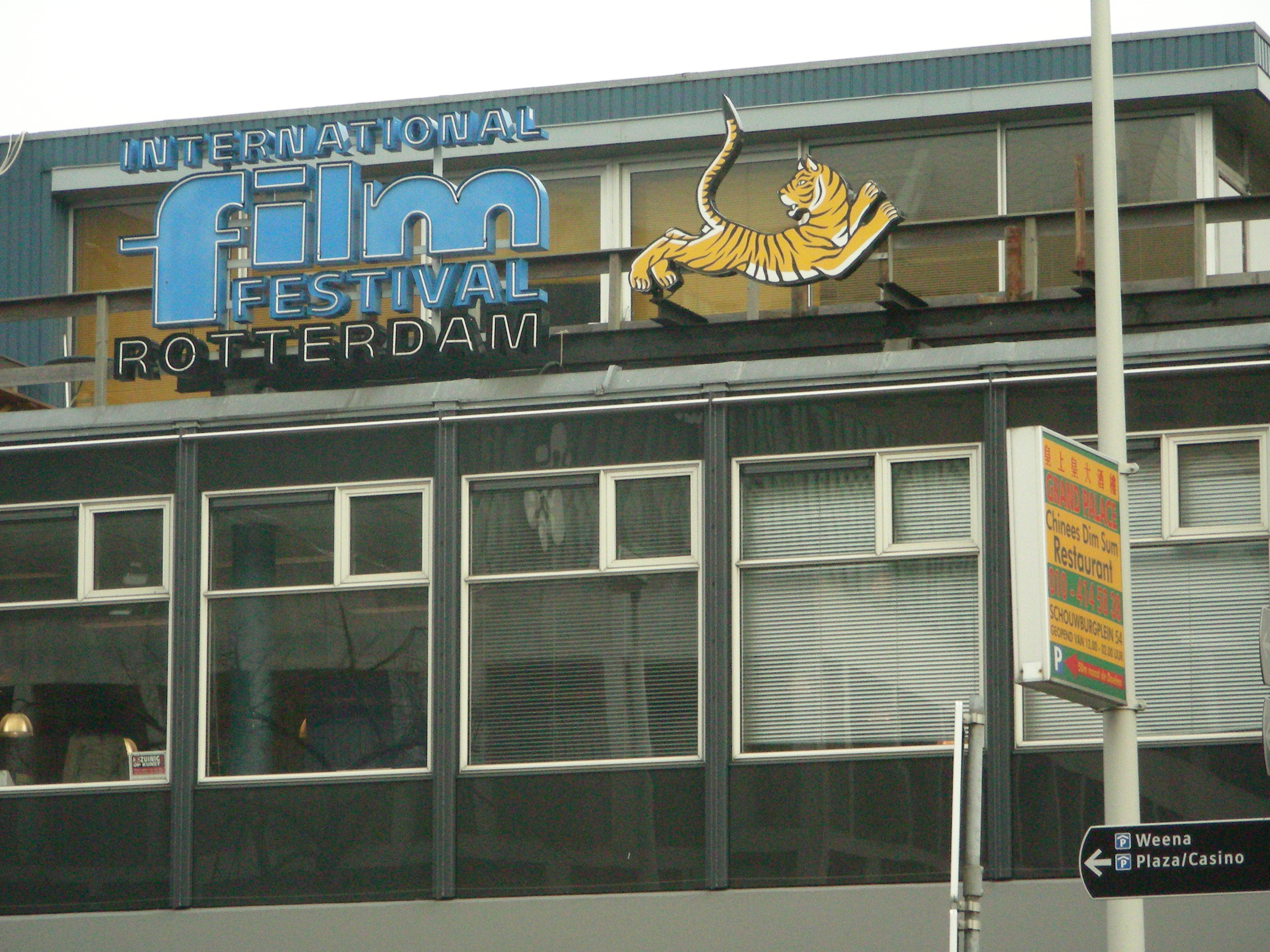
o escritório do festival em Roterdão

O filme festival não é famoso só por ter uma grande variedade de filmes internacionais, mas também por ser amigável a visitantes. Não há tapetes vermelhos para cineastas e directores, mas a mistura com a multidão e o tema.
Os filmes são sem trailer ou propaganda.

## História

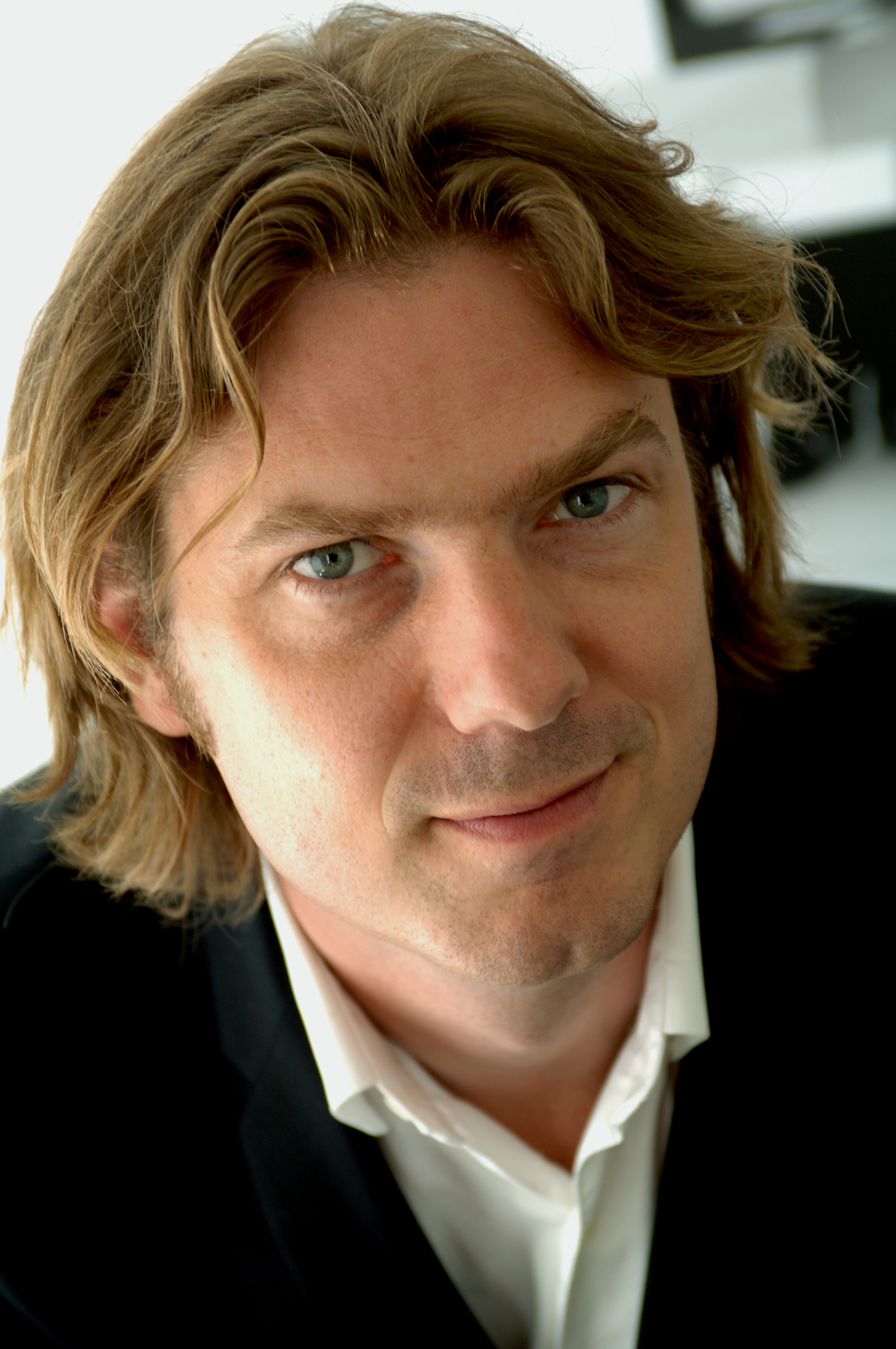
Rutger Wolfson Director do Film Festival Rotterdam

O primeiro festival - então chamado 'International Film' - foi organizado em junho de 1972 sob a liderança e inspiração de Hubert Bals. Desde o início, o festival tem perfilado-se como um divulgador de filmes alternativos, inovadores e não-comerciais, com destaque para o Extremo Oriente e os países em desenvolvimento. Apesar das dificuldades financeiras, em meados da década de 1980, o festival tem crescido a um ritmo constante, atingindo 367.000 visitantes em 2007.
Após a morte do fundador do festival, em 1988, foi iniciado o fundo Hubert Bals, utilizado para apoiar cineastas de países em desenvolvimento.
O carácter não-competitivo do festival mudou em 1995, quando o VPRO Tiger Awards foram introduzidos - três prémios anuais para jovens cineastas do seu primeiro ou segundo filme. No próximo ano, Simon Field, ex-director de cinema do Institute of Contemporary Arts, tornou-se diretor do festival. Em 2004, Sandra den Hamer assumiu a diretoria do festival, e, desde 2020, a liderança está nas mãos de Vanja Kaludjercic.